# Bernard Dietz
Bernard Dietz (Bockum-Hövel, 22 maart 1948) is (West-)Duits voormalig voetballer en voetbalcoach die speelde als verdediger.

## Clubcarrière
Dietz maakte zijn debuut voor SV Bockum-Hövel, de lokale voetbalclub van zijn geboortedorp, de club speelde toen op het vierde niveau. Hij tekende in 1970 een contract bij MSV Duisburg waar hij speelde tot in 1982 en meer dan 400 wedstrijden voor speelde. Hij tekende in 1982 een contract bij FC Schalke 04 en bleef er spelen tot in 1987, toen hij besliste om te stoppen als speler.

## Interlandcarrière
Dietz speelde 53 interlands voor West-Duitsland en nam met de ploeg deel aan het EK voetbal 1976, WK voetbal 1978 en het EK voetbal 1980 toen ze Europees kampioen werden door België te verslaan in de finale met 2-1. Hij was ook aanvoerder in die wedstrijd. Zijn debuut maakte hij op 22 december 1974 tegen Malta in de kwalificatiewedstrijden naar het EK 1976, onder bondscoach Helmut Schön.

## Trainerscarrière
Na zijn spelerscarrière werd hij jeugdcoach bij FC Schalke 04 tot 1987, toen hij de kans kreeg om hoofdcoach te worden bij ASC Schöppingen. Hij bleef er coach tot in 1992 en ging toen SC Verl trainen. Van 1994 tot 2001 was hij actief als jeugd- belofte- en interim-coach bij VfL Bochum. Van 2002 tot 2006 was hij belofte- en interim-coach bij MSV Duisburg en datzelfde jaar trainde hij als hoofdcoach Rot Weiss Ahlen. In 2012 was hij nog eens kort hoofdcoach bij Duisburg.

## Erelijst
- West-Duitsland
  - EK voetbal: 1980
- Individueel
  - kicker Sportmagazin Bundesliga XI: 1973/74, 1974/75, 1975/76, 1977/78, 1978/79, 1979/80, 1984/85

1 Maier ·
2 Vogts  ·
3 Dietz ·
4 Rüssmann ·
5 Kaltz ·
6 Bonhof ·
7 Abramczik ·
8 Zimmermann ·
9 Fischer ·
10 Flohe ·
11 Rummenigge ·
12 Schwarzenbeck ·
13 Konopka ·
14 D. Müller ·
15 Beer ·
16 Cullmann ·
17 Hölzenbein ·
18 Zewe ·
19 Worm ·
20 H. Müller ·
21 Kargus ·
22 Burdenski ·
Coach: Schön
1 Schumacher ·
2 Briegel ·
3 Cullmann ·
4 K. Förster ·
5 Dietz  ·
6 Schuster ·
7 B. Förster ·
8 Rummenigge ·
9 Hrubesch ·
10 Müller ·
11 Allofs ·
12 Memering ·
13 Bonhof ·
14 Magath ·
15 Stielike ·
16 Zimmermann ·
17 Del'Haye ·
18 Matthäus ·
19 Votava ·
20 Kaltz ·
21 Junghans ·
22 Immel ·
Coach: Derwall